# العريش (السياني)

تعديل مصدري - تعديل

العريش هي إحدى قرى عزلة العارضة بمديرية السياني التابعة لمحافظة إب، بلغ تعداد سكانها 419 نسمة حسب تعداد اليمن لعام 2004.